# مارک برتران
مارک برتران (انگلیسی: Marc Bertrán؛ زادهٔ ۲۲ مهٔ ۱۹۸۲) بازیکن فوتبال اهل اسپانیا است.
از باشگاه‌هایی که در آن بازی کرده‌است می‌توان به باشگاه فوتبال اسپانیول، باشگاه فوتبال رئال ساراگوسا، باشگاه فوتبال رکریتیوو اوئلوا، باشگاه فوتبال کوردوبا، باشگاه فوتبال اوساسونا، باشگاه فوتبال کادیس، باشگاه فوتبال لگانس، و باشگاه ورزشی تنریف اشاره کرد.
وی همچنین در تیم ملی فوتبال زیر ۲۱ سال اسپانیا بازی کرده‌است.